# Primera Junta
Primera Junta är en udde i Antarktis. Den ligger i Västantarktis. Argentina, Chile och Storbritannien gör anspråk på området.
Terrängen inåt land är kuperad. Havet är nära Primera Junta åt nordväst. Trakten är glest befolkad. Närmaste befolkade plats är Gonzalez Videla Station, 8,1 kilometer öster om Primera Junta. 